# Suette
 Mise en garde médicale

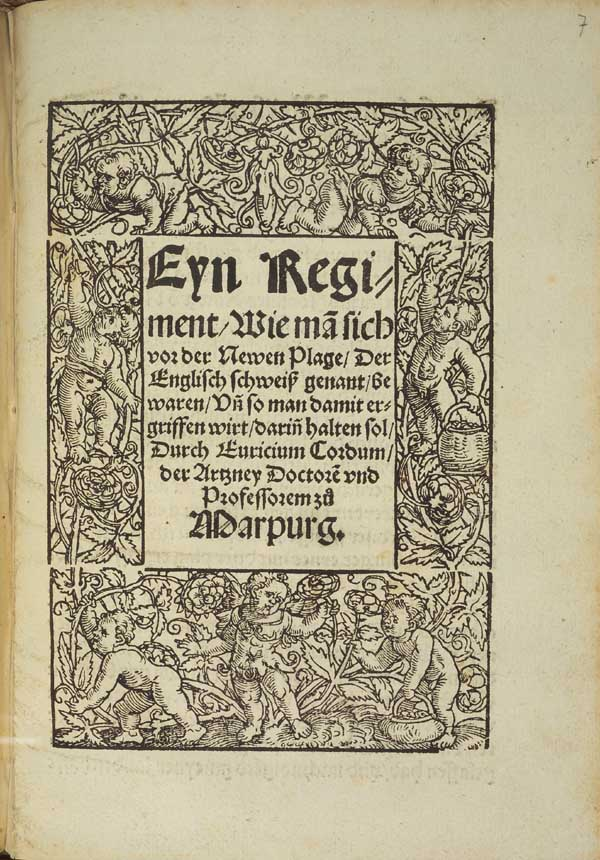
Page de titre d'un traité publié à Marbourg en 1529 par Euricius Cordus, consacré au traitement de la suette anglaise (Englisch Schweiß) :
Eyn Regiment, wie ma sich vor der Newen Plage/ Der Englisch schweiß genant/ bewaren/ Un so man damit ergriffen wirt/ darin halten sol.

La suette est une ancienne maladie infectieuse épidémique caractérisée par une fièvre importante, une transpiration profuse et une mortalité élevée.
On en distingue deux variétés :
- la suette anglaise (en latin : sudor anglicus) qui a sévi sur un mode épidémique à cinq reprises aux XVe et XVIe siècles en Angleterre ;
- la suette picarde, ou suette miliaire ainsi dénommée car elle s'accompagnait d'une éruption cutanée en forme de grains de mil.

Cette maladie appartient à l'histoire de la médecine : en effet aucun nouveau cas n'a été enregistré depuis le milieu du XVIe siècle pour la suette anglaise, et le début du XXe siècle pour la forme miliaire. Son agent causal reste par conséquent hypothétique. Certains arguments cliniques et épidémiologiques suggèrent le diagnostic rétrospectif d'une infection à hantavirus.

## La suette anglaise
Il s'agit d'une maladie mystérieuse et hautement virulente qui a frappé l'Angleterre, puis l'Europe sous forme d'épidémies récurrentes. La première épidémie eut lieu en 1485 et la dernière en 1551, après quoi la maladie semble avoir complètement disparu. Les épidémies ont eu lieu surtout durant l'été et au début de l'automne et ont concerné une population de sujets adultes masculins. Le début des symptômes était soudain et spectaculaire et la mort survenait en quelques heures. L'étiologie en reste inconnue.
Cette maladie infectieuse ne doit pas être confondue avec l'hyperhidrose, un symptôme consistant en une sudation excessive. 

### Historique
La suette anglaise (francisation de l'appellation "sweats", ou suées en anglais) semble faire son apparition à la fin du XVe siècle : avant cette époque on ne trouve en effet aucune description précise de l'affection, bien que certains historiens en évoquent la possibilité dès le XIIe siècle,.

#### L'épidémie de 1485
La suette attire l'attention des médecins au tout début du règne d'Henri VII d'Angleterre. Elle est connue, en effet, quelques jours après le débarquement d'Henri à Milford Haven le 7 août 1485, car on possède des preuves formelles qu'on en parle avant la bataille de Bosworth Field, le 22 août. Après son débarquement, Henri Tudor complète son armée en enrôlant des prisonniers. On peut donc émettre l'hypothèse que la suette est liée à l'hygiène ou du moins aux conditions de vie dans les prisons galloises. Elle va ensuite suivre l'armée d'Henri Tudor jusqu'à Londres. 
L'épidémie éclate à Londres peu après l'entrée d'Henri VII dans la capitale le 28 août, et y fait plusieurs milliers de morts, jusqu'à son extinction vers la fin du mois d'octobre de la même année. Parmi les victimes figurent deux lord-maires de Londres, six membres d'assemblée ou conseil municipal, et trois shérifs. Cette maladie inquiétante est bientôt connue sous le nom de « suette ». Elle est bien identifiée comme distincte de la peste, de la fièvre pestilentielle ou d'autres maladies épidémiques déjà connues, non seulement par son symptôme caractéristique, l'hypersudation, mais aussi par sa progression foudroyante vers l'issue fatale.
La suette atteint probablement l'Irlande en 1492, date à laquelle les annales d'Ulster enregistrent le décès de James Fleming, baron de Slane, de la pláigh allais « récemment venue en Irlande ». Les Annales de Connacht enregistrent également ce décès, et les Annales des Quatre Maîtres signalent « une peste inhabituelle » à Meath, « d'une durée de 24 heures », délai au-delà duquel quiconque en était atteint, y survivait. Elle n'attaque pas les nourrissons, ni les jeunes enfants. Il faut noter cependant que Freeman, dans une annotation de bas de page des Annales de Connacht, récuse la possibilité que cette peste ait été la suette, malgré la ressemblance des noms, mais évoque plutôt une « fièvre de la faim à rechutes », peut-être le typhus.

#### XVIesiècle

##### Les épidémies de 1507 et 1517
La suette ne fait plus parler d'elle de 1492 à 1507, année durant laquelle une seconde épidémie survient, de bien moindre gravité que la première. 
Dix ans plus tard, en 1517, éclate la troisième épidémie qui sera beaucoup plus sévère. Elle a un taux de mortalité important à Oxford, Cambridge et dans d'autres villes, allant jusqu'à tuer la moitié de la population de certaines d'entre elles. La maladie ne s'étend pas ailleurs qu'en Angleterre, à l'exception des villes de Calais et Anvers où l'on observe quelques cas.

##### L'épidémie de 1528

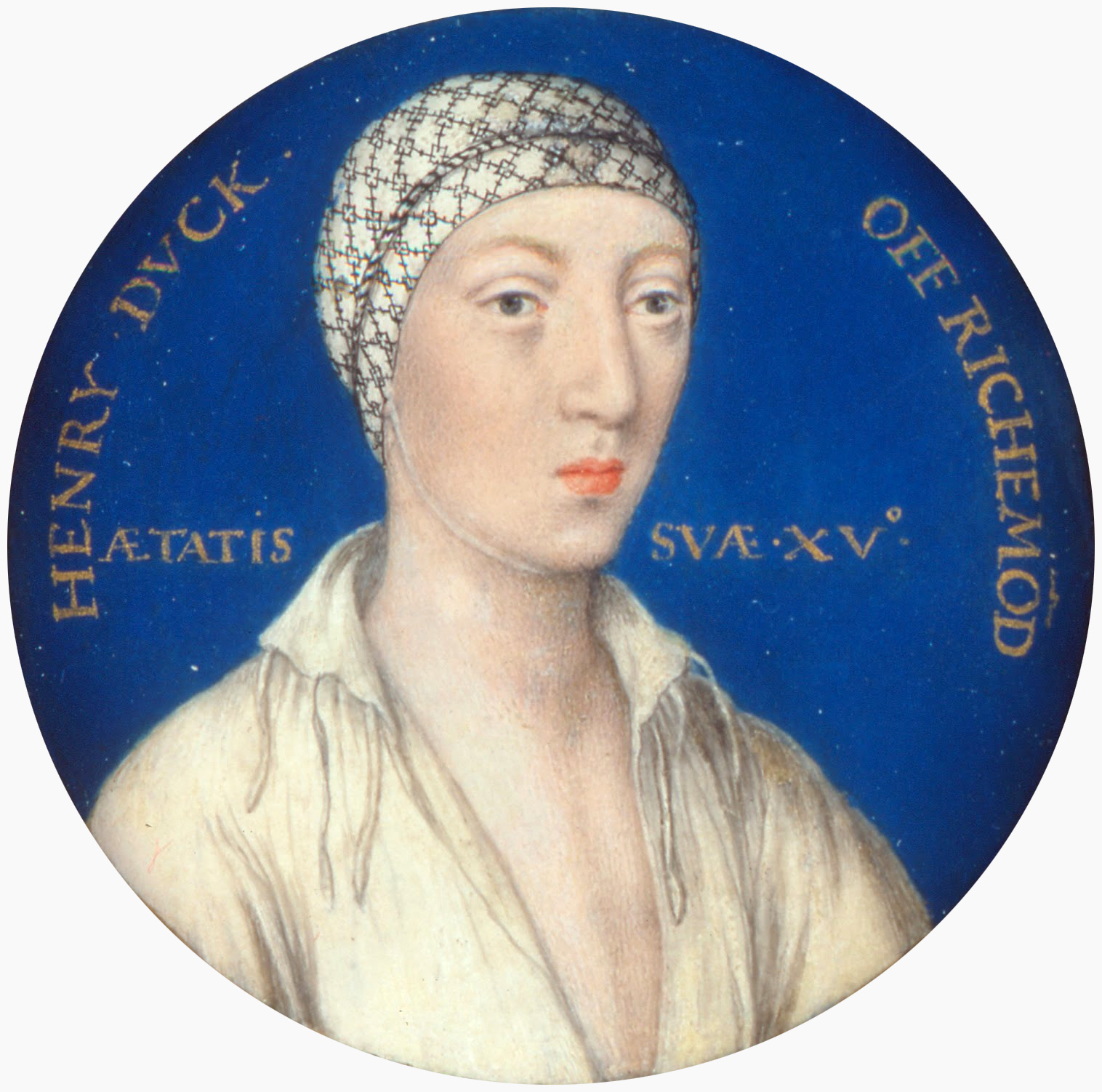
Henry Fitzroy, duc de Richmond et Somerset (1519-1536)

En 1528, la maladie refait son apparition pour la quatrième fois et frappe avec une grande sévérité. Elle se manifeste d'abord à Londres à la fin du mois de mai et s'étend rapidement sur toute l'Angleterre, en épargnant l'extrême nord du pays, l'Écosse et l'Irlande. 
À Londres, la mortalité est très élevée ; la cour est décimée et Henri VIII se voit contraint de fuir la ville et de changer souvent de résidence. Son fils Henry Fitzroy en meurt à 17 ans en 1536. On pense qu'Anne Boleyn pourrait avoir contracté la maladie et y avoir survécu, contrairement à son beau-frère William Carey. 
Le fait le plus remarquable concernant cette épidémie est qu'elle se répand sur l'Europe, faisant soudainement son apparition à Hambourg et se propageant si rapidement qu'elle tue un millier de personnes en l'espace de quelques semaines. 
La terrible suette poursuit ainsi sa marche destructrice vers l'est de l'Europe, se répandant à la manière du choléra avec une mortalité effroyable. Elle atteint la Confédération suisse en décembre, puis plus au nord le Danemark, la Suède et la Norvège, et à l'est la Lituanie, la Pologne et la Russie. Elle émerge aussi dans les contrées appartenant aujourd'hui à la Belgique et aux Pays-Bas, probablement en provenance directe d'Angleterre car elle apparaît simultanément dans les ports d'Anvers et d'Amsterdam au matin du 27 septembre. 

Elle ne se manifestera en revanche jamais en France ou en Italie, mais elle est notée dans le duché de Lorraine où le dernier cas est signalé en 1557.

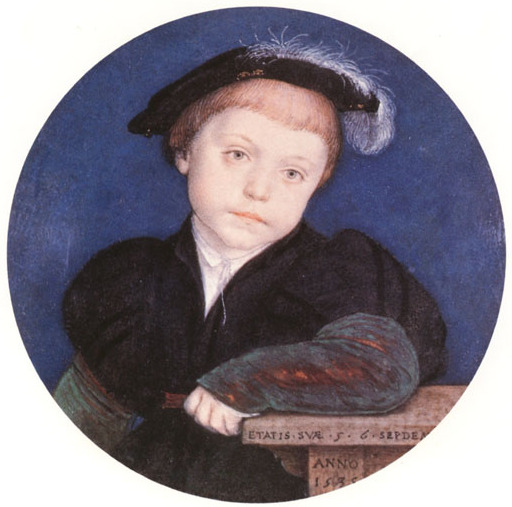
Portrait de Henry Brandon, 2e duc de Suffolk (1535-1551), par Hans Holbein le Jeune.

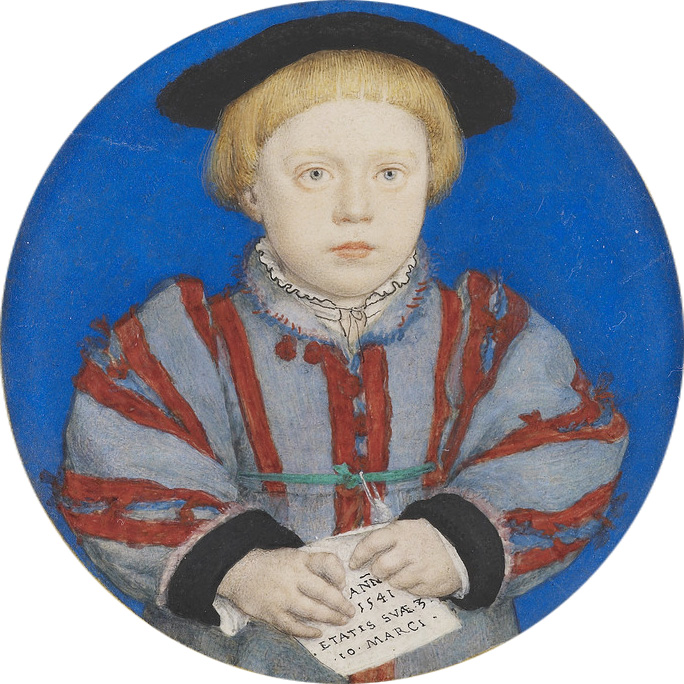
Portrait de Charles Brandon, 3e duc de Suffolk (1537-1551), par Hans Holbein le Jeune.

Dans tous les endroits qu'elle infecte, la maladie n'a qu'une durée très brève, généralement pas plus de deux jours. À la fin de l'année, la suette a entièrement disparu, sauf en Suisse orientale où elle dure jusqu'à l'année suivante. Après quoi elle ne réapparaîtra plus sur le continent européen.

#### La dernière épidémie de 1551
La dernière grande vague de la maladie survient en Angleterre en 1551. Un médecin éminent, John Caius, en est à l'époque un témoin direct et rédige un compte rendu intitulé : « A Boke or Counseill Against the Disease Commonly Called the Sweate, or Sweatyng Sicknesse ». Parmi les victimes de cette épidémie figurent les jeunes Henry (16 ans) et Charles Brandon (14 ans), ducs de Suffolk, tous les deux foudroyés à une heure d'intervalle le 14 juillet 1551.
La maladie ne sera plus jamais observée en Angleterre après l'an 1578.

### Symptômes
Les symptômes de la suette anglaise ont été décrits par J. Caius et par d'autres médecins.
La maladie commençait très soudainement par un sentiment d'appréhension, suivi par des frissons (parfois très violents), des vertiges, des maux de tête et de fortes douleurs de la nuque, des épaules et des membres, accompagnées d'une grande fatigue. Après cette phase « froide », qui pouvait durer d'une demi-heure à trois heures, survenait la phase « chaude » avec les sueurs. La transpiration caractéristique se déclenchait brusquement sans cause apparente. En même temps que celle-ci, ou après qu'elle eut abondamment coulé, il y avait une sensation de chaleur, des maux de tête, un délire, une accélération du pouls et une soif intense. Les palpitations et la douleur dans la région du cœur étaient fréquentes. Aucune éruption cutanée ne fut jamais notée par les observateurs y compris par Caius.
Aux stades terminaux, on pouvait constater un épuisement général avec collapsus ou une tendance irrésistible au sommeil, que l'on pensait fatale si l'on permettait aux patients d'y céder. Un premier accès ne garantissait pas l'immunité et certains souffrirent de plusieurs attaques avant de succomber.

## La suette miliaire
Connue aussi sous le nom de « suette des Picards » ou « suette de Picardie », elle survint en France entre 1718 et 1947. Cette variété était moins souvent fatale que la suette anglaise et s'accompagnait d'une éruption cutanée, absente dans les épidémies de suette observées jusqu'alors.
En tout, 194 épidémies ont été dénombrées. Les mieux étudiées ont été les suivantes :
- en 1782 à Toulouse[11]. Pendant cette épidémie sont morts François Garipuy, son fils Bertrand Garipuy, et Joseph-Marie de Saget ;
- en 1821 en Seine-et-Oise. Cette épidémie est décrite avec minutie par Pierre Rayer dans une monographie publiée en 1822[12] ;
- en 1841 en Dordogne ;
- en 1845 dans la Vienne[13] ;
- en 1857 en Indre-et-Loire dans la commune de Rochecorbon[14] ;
- en 1880, au mois de juillet sur l'île d'Oléron, une épidémie de suette se déclare sans que l'on en sache le type. Sur une population d'un peu moins de 20 000 habitants, on recense un millier de cas graves et environ 150 décès[15] ;
- en 1906 en Charente, cette dernière ayant fait l'objet d'une thèse en 1907[16].

On peut trouver une description plus complète de la suette des Picards dans un ouvrage publié en 1935 par le médecin américain Hans Zinsser.

## Causes
Il s'agit de l'aspect le plus mystérieux de la maladie. Des commentateurs anciens et modernes ont incriminé les conditions de saleté qui prévalaient à l'époque, les eaux usées ayant pu abriter la source de l'infection. Le fait que la première vague de suette surgisse à la fin de la guerre des Deux-Roses indique qu'elle pourrait avoir été transportée de France par les mercenaires français qu'Henri VII employa pour conquérir le trône d'Angleterre, car ils paraissaient immunisés. La maladie semble avoir été plus virulente chez les riches que chez les pauvres, et ceci peut expliquer qu'elle attira plus l'attention que d'autres maladies de la même époque.
La fièvre récurrente a été proposée comme cause possible. Cette maladie, transmise par les tiques et les poux, survient plus fréquemment durant les mois d'été, comme le fit à l'origine la suette. Toutefois, la fièvre récurrente est caractérisée par une croûte noire au site de la morsure de la tique, suivie d'une éruption cutanée, un signe relativement évident que les observateurs n'ont jamais relevé, ce qui rend l'identification de la maladie douteuse.
Plus récemment, des virus du groupe des hantavirus sont apparus comme des candidats sérieux au rôle d'agents possibles de la maladie.
Cependant, certains caractères cliniques des épidémies à hantavirus ne semblent pas cadrer avec la progression de la suette ; plus spécifiquement on n'a que rarement observé une transmission interhumaine des hantavirus, alors que l'on pense que c'est ce mode de transmission qui prévaut dans la suette. Bien que les épidémies de syndrome pulmonaire à hantavirus aient un tableau clinique très similaire à celui décrit dans la suette, nombre de questions non résolues laissent encore la porte ouverte à d'autres théories concernant l'étiologie.